# Castelli (Buenos Aires)
Pour les articles homonymes, voir Castelli.
Castelli est une localité argentine située dans le partido de Castelli, dans la province de Buenos Aires.

## Histoire et tourisme

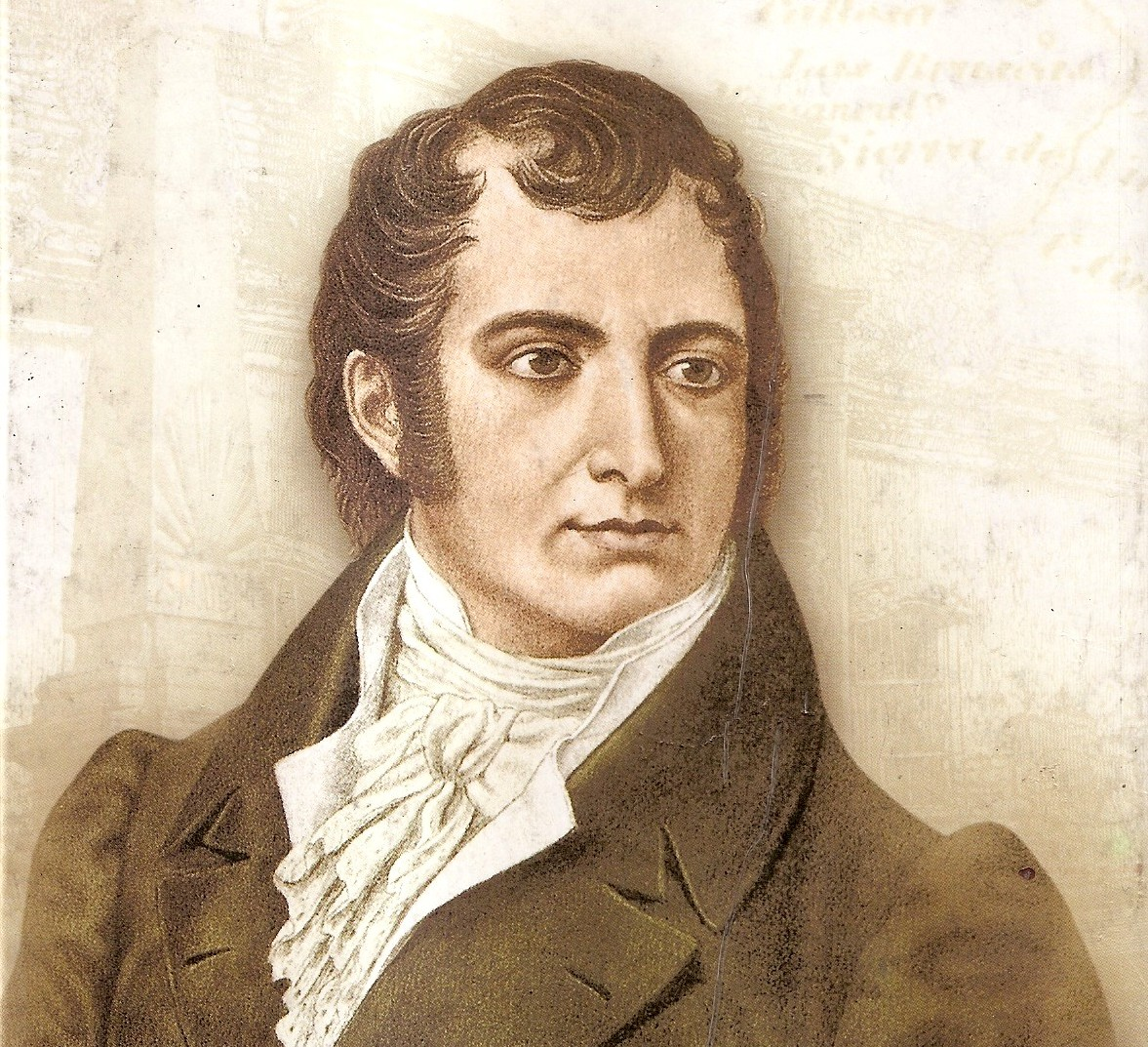
Juan José Castelli.

Le nom de la localité rend hommage à l'homme politique argentin Juan José Castelli, membre de la Première Junte du gouvernement argentin. Avant la fondation de la ville, elle a reçu le nom du Partido de Castelli, dont elle est le chef-lieu.
En 1856, le gouvernement de l'État de Buenos Aires a ordonné la création d'une ville à l'embouchure du río Salado, dans le Rincón de López, un champ appartenant à Gervasio Rosas, mais le projet n'a pas été réalisé.
La loi provinciale de 1865, promulguée par le gouverneur Mariano Saavedra, qui établit la division de la campagne provinciale, crée — parmi plusieurs autres — le partido de Castelli, bien qu'elle ne lui attribue pas de chef. Pendant un certain temps, son administration a été assurée depuis l'estancia El Arazá, puis les autorités ont résidé dans différents endroits, parmi lesquels la gare du chemin de fer du Sud appelée Taillade en remerciement au propriétaire de l'estancia La Rosita, qui avait cédé le terrain sur lequel elle avait été construite en 1874. Un an avant cette date, une école et une bibliothèque populaire avaient été créées à proximité.
En 1883, la fondation d'un village est ordonnée à la gare de Taillade, appelé Centro Taillade. Il a été déclaré chef de partido le 16 mars 1896, et son nom a été modifié pour devenir l'actuel Castelli.

## Démographie
La localité compte 8 205 habitants (Indec, 2010), ce qui représente une augmentation par rapport au précédent recensement de 2001 qui comptait 6 402 habitants.

## Tourisme
La ville de Castelli dispose d'une infrastructure hôtelière peu développée et adaptée à l'accueil du tourisme, à laquelle il faut ajouter quelques logements pour les travailleurs temporaires. D'autre part, il existe quelques estancias dans le partido de Castelli qui accueillent les touristes intéressés par le tourisme rural. Parmi elles, la plus connue des touristes voyageant sur l'Autovía 2 est l'estancia La Raquel, située à proximité du pont sur le río Salado. Il simule un château médiéval aux couleurs vives et frappantes, et appartenait à la famille de Felicitas Guerrero, une célèbre héritière surtout connue pour le crime passionnel qui lui a coûté la vie en 1872.
Il existe également des installations de pêche dans plusieurs lagunes et sur le río Salado, où l'on peut camper et louer de petits bateaux.

## Musée
Le musée et les archives régionales exposent des objets paléographiques et archéologiques de la région, parmi lesquels des restes d'espèces telles que le glyptodon, l'arthotérium, la baleine franche australe, le mégathérium, ainsi que des vestiges de la culture indigène des Indiens des Pampas et les restes de la réduction jésuite Nuestra Señora de la Concepción de los Pampas. L'histoire des premières familles fondatrices, ainsi que les débuts de l'enseignement à tous les niveaux, l'église, la salle de premiers secours, ainsi que des objets et outils quotidiens de la seconde moitié du XIXe siècle et de la première moitié du XXe siècle.
Le Musée Crucero General Belgrano, de caractère privé sans but lucratif, est né en 1971, avec l'esprit de collaboration, ayant comme objectif l'accès de la population à connaître et à visiter des pièces de valeur historique reconnue. copies de tableaux d'artistes reconnus : Benito Quinquela Martín, A. Freyre, Marengo, Emilio Biggieri, des lorgnettes en bronze de la marine de 1786, des armes à feu anciennes, des sabres de la marine argentine, des cuivres de la police des frontières et de la Royal Navy anglaise, parmi de nombreux autres objets d'une valeur culturelle incalculable.

## Mémoire de La California Argentina
La période la plus marquante de l'histoire du partido de Castelli est liée à l'entreprise La California Argentina, un ancien producteur de pommes et de cidre, dont les vergers étaient considérés - plus par intérêt que par exactitude numérique — comme le plus grand verger de pommes du monde. L'entreprise a cessé d'exister au milieu du XXe siècle, mais elle a laissé un souvenir durable dans la culture de la région, qui s'étend également à la ville voisine de Dolores.

## Religion
| Diocèse  | Chascomús          |
| -------- | ------------------ |
| Paroisse | Santa Rosa de Lima |